# ملعب لوكاس موريبي
ملعب لوكاس «ماستربيسز» موريبي هو ملعب متعدد الاستخدام يقع في بريتوريا عاصمة جنوب أفريقيا . غالبا ما يتم استخدامه لمباريات كرة القدم . يسع لجلوس 28،900 متفرج . تم إعادة تجديد الملعب في 2008 استعدادا لاستضافة مباريات بطولة كأس العالم لكرة القدم 2010 .